# Fargodome
 (décembre 2023).
Si vous disposez d'ouvrages ou d'articles de référence ou si vous connaissez des sites web de qualité traitant du thème abordé ici, merci de compléter l'article en donnant les références utiles à sa vérifiabilité et en les liant à la section « Notes et références ».
Le Fargodome est un stade couvert situé dans la ville américaine de Fargo, au Dakota du Nord, sur le campus de l'université d'État du Dakota du Nord.
Il est inauguré en 1992 et appartient à la ville de Fargo. Il accueille à la fois des matchs de football américain et des spectacles. Sa capacité est de 18 700 places pour les matchs de football et de 26 700 places pour les concerts.
Il est le domicile du Bison de l'université d'État du Dakota du Nord.

## Galerie

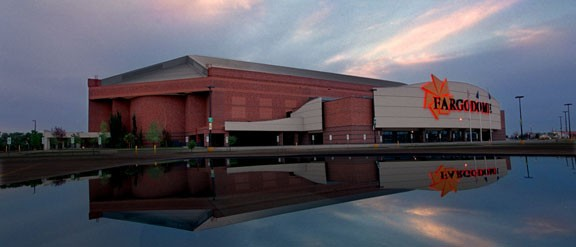
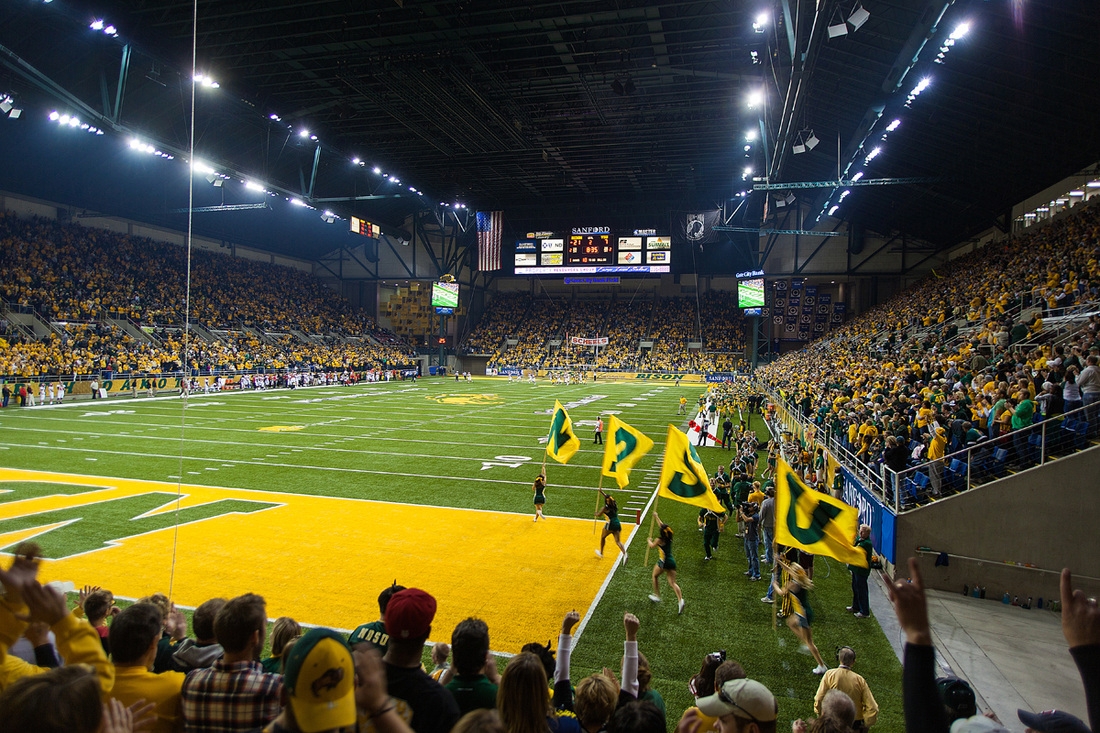
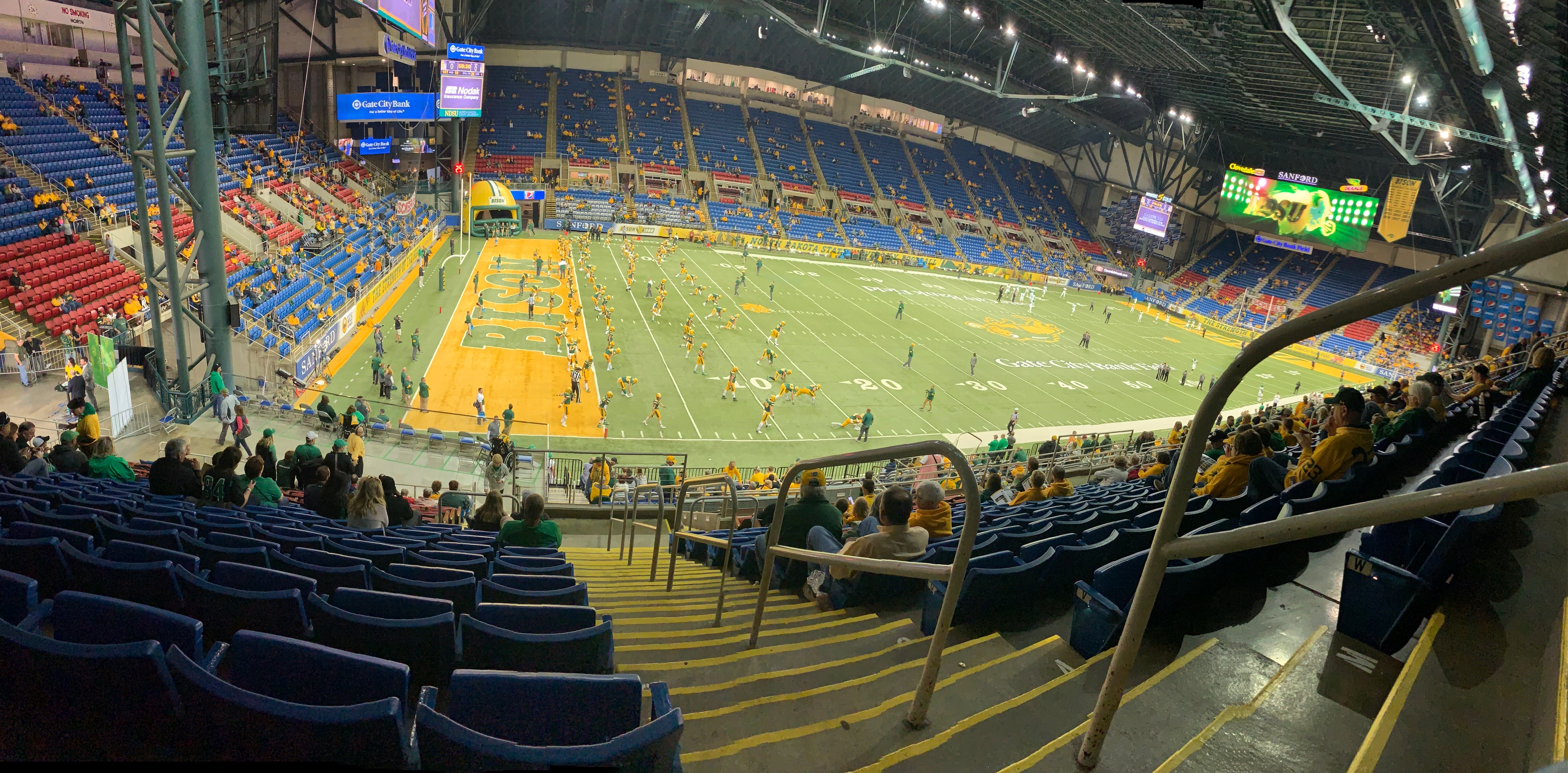